# Национальный археологический музей (Чивидале-дель-Фриули)
Национальный археологический музей (иногда Национальный археологический музей в Чивидале; итал. Museo archeologico nazionale di Cividale del Friuli) — историко-археологический музей, расположенный в помещениях дворца «Palazzo Pretorio» города Чивидале-дель-Фриули (Удине).

## История
Национальный археологический музей в Чивидале был создан в 1817 году как «Королевский археологический музей» на основе коллекции графа Микеле делла Торре Валсассина при финансовой поддержке первого императора Австрии Франца II. В годы Первой мировой войны музей и его коллекция находились под угрозой в связи с близостью фронта: военные события вынудили музейную администрацию перенести многие работы в Венецию и Флоренцию. В период с 1970 по 1977 год музей испытывал значительные финансовые трудности и несколько раз закрывался.
С 1990 года музей находится во дворце Палаццо Преторио, построенном между 1565 и 1615 годами. Музейная библиотека начала формироваться в период между 1894 и 1896 годами: благодаря приобретению монографических и периодических публикаций, полезных для научной работы, собрание сегодня составляет около 25 000 томов.

## Коллекции музея
- Молитвенник Гертруды

## Экспозиция
Музейная коллекция рассказывает об истории города и региона: от римского периода до времён венецианского господства. Музей стремиться подчеркнуть уникальность лангобардской культуры и важность её вклада в формирование средневековой Италии.